# Pieśń wojenna
Pieśń wojenna znana również jako pieśń wojenna – rycerska lub pieśń rycerska – marszowa pieśń powstańców styczniowych sławiąca polskich rycerzy i żołnierzy.
Słowa utworu zostały stworzone przez Józefa Kościelskiego. Muzykę do utworu skomponował Stanisław Moniuszko. Pierwsze wydanie tej pieśni zostało opublikowane około 1863 roku. Pieśń została również opublikowana w XI zeszycie Śpiewników domowych Moniuszki, już po śmierci kompozytora.
Pieśń zaczyna się od słów:
Czy w radzie, czy w zwadzie, czy w swarnej gromadzie,

W modlitwie, czy w bitwie, czy harcem w gonitwie,

Rycerskie rzemiosło przed wszystkim rej wiedzie,

Bo wszędy ten pierwszy, kto w boju na przedzie.

Z potrzeby w potrzebę i z cwału w cwał,

Ze szańca na szaniec, i z wału na wał!

To rozkosz, to rozkosz jedyna,

Rycerska przyczyna, rycerski to tan!

Co rycerz to pan.

Rycerska przyczyna, rycerski to tan!

Co rycerz to pan.
Pieśń miała wiele opracowań, w tym chóralnych (na chóry męskie lub chłopięce), m.in. przez Jana Galla czy przez Poznańskie Słowiki. 